# Trosa
Trosa je grad i sjedište istoimene općine u švedskoj županiji Södermanland.

## Stanovništvo
Prema podacima o broju stanovnika iz 2005. godine u gradu živi 4.633 stanovnika.

## Vanjske poveznice
- Službene stranice grada  Arhivirana inačica izvorne stranice od 21. travnja 2021. (Wayback Machine)

### Ostali projekti
|  | Zajednički poslužitelj ima još gradiva o temi Trosa |